# Beate Paetow
Beate Paetow (* 8. April 1961 in Leipzig als Beate Pahlitzsch) ist eine ehemalige deutsche Volleyball- und Beachvolleyballspielerin.

## Sportliche Karriere Halle
Beate Paetow begann mit dem Volleyball in Leipzig. Sie studierte an der Deutschen Hochschule für Körperkultur, 1986 wurde dort ihre Diplomarbeit angenommen, in der sich Paetow mit der Ausbildung der Volleyball-Spielfertigkeit befasste. Anschließend war sie an der Hochschule als wissenschaftliche Mitarbeiterin tätig und leitete Lehrveranstaltungen zum Thema „Allgemeine Theorie und Methoden des Trainings“.
Paetow spielte beim Erstligisten SC Leipzig, dann beim Zweitligisten Universität Leipzig. Bei beiden Vereinen spielte sie mit ihrer jüngeren Schwester Katrin Pahlitzsch zusammen. Mehrere schwere Verletzungen (Knie und Achillessehne) warfen Paetow zurück. Zwischen 1980 und 1983 bestritt sie 24 Länderspiele für die DDR.
Nach der Wende in der DDR und der Öffnung der Grenze zur Bundesrepublik bewarb sie sich um ein Probetraining beim Bundesligisten Hamburger SV und spielte Ende Februar 1990 erstmals für den HSV in der Bundesliga. Ihr Ehemann und die gemeinsame Tochter blieben zunächst in der DDR. Später spielte sie bei der VG Alstertal-Harksheide und beim 1. VC Vechta.

## Sportliche Karriere Beach
Beate Paetow begann im Sand ab 1992 an der Seite von Martina Schwarz und wurde gleich in ihren ersten beiden Jahren Deutsche Meisterin. 1995 errang sie an der Seite von Cordula Borger die Deutsche Vizemeisterschaft und die Europameisterschaft in Saint-Quay-Portrieux. An der Seite von Sabine Nasarow spielte Paetow 1996 auf der FIVB World Tour in Brasilien. Später nahm sie im Gespann mit ihrer Schwester Katrin Pahlitzsch an Turnieren teil.